# À la recherche du passé
Ne doit pas être confondu avec À la poursuite du passé.
Pour les articles homonymes, voir À la recherche du passé (homonymie).
Pour plus de détails, voir Fiche technique et Distribution.
À la recherche du passé (Left Luggage) est un film américano-britannico-belgo-néerlandais réalisé par Jeroen Krabbé, sorti en 1998. 
Le film relate l'histoire d'une jeune fille juive confrontée aux traditions strictes d'une famille hassidim, un courant du judaisme. 

## Synopsis
La scène se passe à Anvers en 1973. Chaya a 20 ans et est étudiante en philosophie. Elle a grandi dans une famille juive modérée, et vient de quitter son travail dans un restaurant. Elle est engagée comme nourrice dans la famille Kalman, une famille respectant scrupuleusement le hassidisme, malgré la désapprobation du père. Elle développera une affection particulière pour Simcha, le plus jeune garçon, âgé de 5 ans et n'ayant encore jamais prononcé un seul mot. Les promenades qu'ils font au parc pour voir les  canetons et la confiance que lui inspire Chaya vont amener Simcha à vaincre son incapacité à parler. Il dira « couak couak », et plus tard Chaya se rendra compte qu'il peut prononcer de nombreux mots. Cela ne sembla pas réjouir son père, pour qui un enfant de cet âge devrait pouvoir dire ses prières. La fête de Pessa'h approchant, Chaya aida Simcha à apprendre les 4 questions que les enfants récitent à cette occasion. Simcha parviendra à réaliser cette prouesse, mais son père lui reprocha une erreur à la première question. Ceci provoqua une dispute entre ce dernier et Chaya, qui trouva injuste que M. Kalmann traite son fils de cette façon. Cette dispute permettra à Chaya de prendre conscience de la douleur de ses parents lors de la déportation des juifs.
Chaya aura de nombreuses prises de bec avec le concierge de l'immeuble, la dernière éclatant lorsqu'il tentera de fermer la porte de l'ascenseur sur les doigts de Simcha. Elle lui déchirera le manteau en voulant l'empêcher de faire du mal à l'enfant, ce qui poussa Mme Kalman à demander à Chaya de ne plus venir durant quelque temps pour apaiser les choses. 

## Fiche technique
- Titre : À la recherche du passé
- Titre original : Left Luggage
- Réalisation : Jeroen Krabbé
- Scénario : Edwin de Vries, d'après le roman de Carl Friedman
- Musique : Keith Allison, Henny Vrienten
- Production : Edwin de Vries, Craig Haffner
- Langue : Anglais, Hébreu, Yiddish
- Pays :  Pays-Bas /  Belgique /  Royaume-Uni /  États-Unis
- Genre : Comédie dramatique
- Format : Couleur (Cinecolor), son : Dolby SR, 1,66:1
- Durée : 100 minutes
- Dates de sortie :
  -  Allemagne : 12 février 1998 au festival international du film de Berlin
  -  Pays-Bas : 30 mars 1998
  -  Belgique : 8 avril 1998
  -  Royaume-Uni : 13 novembre 1998

## Distribution
- Laura Fraser : Chaya Silberschmidt
- Adam Monty : Simcha Kalman
- Isabella Rossellini : Mme Kalman
- Jeroen Krabbé : M. Kalman
- Chaim Topol : Yacov Apfelschnitt
- Marianne Sägebrecht : Mlle Silberschmidt
- Maximilian Schell : M. Silberschmidt
- David Bradley : le concierge
- Heather Weeks : Sofie
- Miriam Margolyes : Mme Goldman
- Lex Goudsmit : M. Goldman
- Krijn ter Braak : Le grand-père
- Mieke Verheyden : La grand-mère
- Lana Broekaert :  Chaya à 7 ans
- Noura Van der Berg : Selma

## Distinction
- Berlinale 1998 : sélection officielle en compétition
- Prix Humanum 1998 de l'UPCB / UBFP - Union de la presse cinématographique belge